# Fariborz Kamkari
Fariborz Kamkari est un réalisateur et scénariste iranien d'origine kurde, né le 2 septembre 1981 à Rome.

## Biographie
Après avoir obtenu en 2002 son diplôme en réalisation, il commence à travailler au cinéma comme scénariste puis comme réalisateur.
Le film qui l'a révélé au public est Les Fleurs de Kirkouk (it) (2010), un drame adapté de son livre.
Auparavant, il avait réalisé The Forbidden Chapter (2005) et le documentaire Black Tape (2002).